# 9562 Мемлінг
9562 Ме́млінг (9562 Memling) — астероїд головного поясу, відкритий 1 вересня 1987 року.
Тіссеранів параметр щодо Юпітера — 3,196.